# 1 500 mètres masculin aux championnats du monde d'athlétisme 1987
Navigation
Helsinki 1983 Tokyo 1991
L'épreuve du 1 500 mètres masculin des championnats du monde d'athlétisme 1987 s'est déroulée du 3 au 6 septembre 1987 dans le Stade olympique de Rome, en Italie. Elle est remportée par le Somalien Abdi Bile.

## Résultats

### Finale
| Rang               | Athlète            | Pays               | Temps         |
| ------------------ | ------------------ | ------------------ | ------------- |
| Médaille d'or      | Abdi Bile          | Somalie            | 3 min 36 s 80 |
| Médaille d'argent  | José Luis González | Espagne            | 3 min 38 s 03 |
| Médaille de bronze | Jim Spivey         | États-Unis         | 3 min 38 s 82 |
| 4                  | Joseph Chesire     | Kenya              | 3 min 39 s 36 |
| 5                  | Omer Khalifa       | Soudan             | 3 min 39 s 81 |
| 6                  | Jens-Peter Herold  | Allemagne de l'Est | 3 min 40 s 14 |
| 7                  | Michael Hillardt   | Australie          | 3 min 40 s 23 |
| 8                  | Steve Cram         | Royaume-Uni        | 3 min 41 s 19 |
| 9                  | Han Kulker         | Pays-Bas           | 3 min 42 s 16 |
| 10                 | Rémy Geoffroy      | France             | 3 min 43 s 03 |
| 11                 | Kipkoech Cheruiyot | Kenya              | 3 min 44 s 54 |
| 12                 | Steve Scott        | États-Unis         | 3 min 45 s 92 |

## Légende
Records et Performances
- AR : Record continental (area record)
- CR : Record des championnats (championship record)
- MR : Record du meeting (meet record)
- NR : Record national (national record)
- OR : Record olympique (olympic record)
- PR : Record paralympique (paralympic record)
- PB : Record personnel (personal best)
- SB : Meilleure performance personnelle de la saison (season's best)
- WL : Meilleure performance mondiale de l'année (world leader)
- WJR : Record du monde junior (world junior record)
- WR : Record du monde (world record)

Circonstances et Conditions
- DNF : N'a pas terminé (did not finish)
- DNS : N'a pas pris le départ (did not start)
- DQ : Disqualification (disqualification)
- NM : Aucun essai valable enregistré (No Mark)
- Q : Qualifié « directement » au prochain tour (ou à la prochaine compétition), lors d'une compétition majeure, grâce au classement ou à la réalisation des minima (automatic qualifier)
- q : Qualifié au prochain tour (ou à la prochaine compétition), lors d'une compétition majeure, grâce au repêchage ou à la réalisation de l'une des meilleures performances parmi celles des « non qualifiés directement » (grâce au meilleur temps ou à la meilleure distance par exemple) (secondary qualifier)